# Гарві Фірштейн
Га́рві Фірште́йн (англ. Harvey Fierstein (fīr'stēn'); нар. 6 червня 1954, Бруклін) — американський драматург, актор театру, кіно, телебачення і озвучування. Є геєм, часто озвучує і грає жіночих персонажок. Один з двох осіб в історії театру, які виграли «Тоні» в 4-х різних категоріях (другий — Томмі Тьюн).

## Біографія
Гарві Форбс Фірштейн народився 6 червня 1954 року в Брукліні в єврейській родині емігрантів зі Східної Європи. Мати — Жаклін Гаррієт (до шлюбу Гілберт; померла в травні 2012), працювала шкільною бібліотекаркою, батько — Ірвінг Фірштейн (помер у середині 1970-х) працював на виробництві носових хусток; є старший брат. Хлопчика виховували в дусі консервативного юдаїзму, але він обрав шлях атеїзму. Близькі родичі вельми прихильно прийняли зізнання 13-річного Гарві, що він гей, оскільки від самого його дитинства бачили, що він тяжіє до дівчачих іграшок.
Закінчивши 9 класів середньої школи, Фірштейн три роки відучився в старшій школі мистецтва і дизайну; у 1973 році закінчив Інститут Пратта зі ступенем бакалавра витончених мистецтв; вперше на театральних підмостках з'явився в театрі La MaMa Experimental Theatre Club.
Успіх прийшов до Фірштейна відразу: в 1982 році відбулася прем'єра вистави «Сентиментальна пісня» за його п'єсою. Ця постановка принесла йому дві премії «Тоні», дві премії «Драма Деск», «Світову театральну нагороду», а екранізація цього твору — Премію «Незалежний дух».
Як гей Фірштейн «відкрився» значно раніше, ніж це зробили більшість знаменитостей. Почав кар'єру з виступів у жанрі стендап, часто виступав у образі «дрег-квін».
У 1983 році вперше виступив як актор озвучування (голос демона в телефільмі «Справа про вбивство демона»), в наступному році відбувся дебют актора на широкому екрані (роль Берні Вітлока в комедії «Гарбо розповідає»).
У 2002 році вийшла 40-сторінкова книга «The Sissy Duckling» для дітей 5-8 років, написана Фірштейном. Ця книга була написана ним за однойменним мультфільмом 2000 року, в якому Фірштейн виступив сценаристом та озвучив головну роль.
У 2007 році Гарві Фірштейн був включений в Американський театральний зал слави.
У 2013 році закликав бойкотувати Олімпіаду в Сочі через антигейські закони в Росії, жорстко висловився про діяльність президента РФ: «Є тільки два шляхи для боротьби з тираном: взяти щура мором або знищити його…»

## Вибрані нагороди та номінації
- 1983 — Премія «Тоні» за найкращу чоловічу роль у п'єсі за роль (і постановку) у п'єсі «Сентиментальна пісня»[en] — перемога.
- 1984 — Премія «Тоні» за найкращий сценарій для мюзиклу (Tony Award for Best Book of a Musical) за мюзикл «Клітка для диваків»[en] — перемога.
- 1989 — CableACE Award в категорії «Найкращий актор драматичної або театральної постановки» за роль у Tidy Endings — номінація; за сценарій до цієї постановки — перемога.
- 1989 — Премія «Незалежний дух» в категорії «Найкращий актор головної ролі» за роль у фільмі «Сентиментальна пісня» — номінація.
- 1992 — Прайм-тайм премія «Еммі» в категорії «Найкращий актор другого плану в комедійному телесеріалі» за роль в серіалі «Весела компанія» — номінація.
- 1994 — GLAAD Media Awards — «Нагорода за відкритість».
- 2000 — Humanitas Prize в категорії «Дитяча анімація» за озвучування одного епізоду в мультсеріалі «Казкові історії для всіх дітей»[en] — перемога.
- 2003 — Премія «Тоні» за найкращу чоловічу роль в мюзиклі[en] за роль Едні Тернблед в мюзиклі «Лак для волосся» — перемога.
- 2003 — Драма Деск в категорії «Найкращий актор мюзиклу» за роль Едні Тернблед в мюзиклі «Лак для волосся» — перемога.
- 2003 — Драма Лонг
- 2012 — Нагорода Casting Society of America — «Золоте яблуко»

## Вибрані роботи

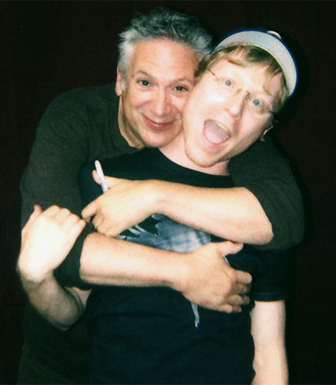
Гарві Фірштейн (ззаду) з актором і співаком Ентоні Реппом, 2006 рік.

### Театр
- 1971 — Свинина / Pork — роль прибиральниці-лесбійки з астмою (реж. Енді Уорхол)
- 1982 — Сентиментальна пісня[en] / Torch Song Trilogy — сценарій та виконання головної ролі[10] (Арнольд Бекофф)
- 1988 — Legs Diamond — сценарій
- 2002—2004 — Лак для волосся / Hairspray — роль Едні Тернблед (711 виставах)
- 2004—2006, 2009 — Скрипаль на даху / Fiddler on the Roof — роль Тев'є-молочника[11]
- 2007 — Весільний подарунок, або Все як у людей[en] / A Catered Affair — сценарій та виконання головної ролі
- 2011 — Клітка для диваків[en] — сценарій[12] і роль Элбин / Зазу
- 2012 — Продавці новин[en] / Newsies — сценарій[13]
- 2012 — Шалені боти[en] / Kinky Boots — сценарій
- 2014 — Casa Valentina — сценарій[14]

### Актор кіно і телебачення
| Рік  |    | Українська назва        | Оригінальна назва              | Роль           |
| ---- | -- | ----------------------- | ------------------------------ | -------------- |
| 1984 | ф  | Garbo Talks             | Garbo Talks                    |                |
| 1986 | тф | Apology                 | Apology                        |                |
| 1988 | ф  | Torch Song Trilogy      | Torch Song Trilogy             |                |
| 1993 | ф  | Місіс Даутфайр          | Mrs. Doubtfire                 |                |
| 1994 | ф  | Кулі над Бродвеєм       | Bullets Over Broadway          |                |
| 1995 | ф  | Dr. Jekyll and Ms. Hyde | Dr. Jekyll and Ms. Hyde        |                |
| 1996 | ф  | День незалежності       | Independence Day               |                |
| 1997 | ф  | Кулл-завойовник         | Kull the Conqueror             |                |
| 1998 | ф  | Ведмежатники            | Safe Men                       |                |
| 1999 | тф | Подвійний платинум      | Double Platinum                |                |
| 2000 | ф  | Playing Mona Lisa       | Playing Mona Lisa              |                |
| 2002 | ф  | Death to Smoochy        | Death to Smoochy               |                |
| 2003 | ф  | Дюплекс                 | Duplex                         |                |
| 2003 | тф | Рік без Санта-Клауса    | The Year Without a Santa Claus | Гарячий Скнара |
| 2012 | ф  | Ніч в супермаркеті      | Foodfight!                     |                |
| 2016 | ф  | Animal Crackers         | Animal Crackers                |                |
| 2016 | ф  | Hairspray Live!         | Hairspray Live!                |                |

### Актор озвучування
- 1984 — Часи Харві Мілка / The Times of Harvey Milk — оповідач за кадром
- 1990 — Сімпсони / The Simpsons — Карл (в епізоді «Сімпсон і Даліла»)
- 1998 — Мулан / Mulan — Яо, солдатів — «Цар гори»
- 2004 — Мулан 2 / Mulan II — Яо, солдатів — «Цар гори»
- 2005 — Королівство сердець 2 — Яо, солдатів — «Цар гори» (в англомовному виданні)
- 2006 — Фарс пінгвінів / Farce of the Penguins — Шейла, пінгвін
- 2008 — Гріффіни / Family Guy — Трейсі, колишня дівчина Брайана (в епізоді «Колишня життя Брайана»)
- 2012 — Ніч в супермаркеті / Foodfight! — жирний кіт-грабіжник

### Інші роботи
- 2001—2005 — новинний телевізійний журнал In the Life — камео, ведучий (14 випуски)
- У 2003 році виступив на Параді Дня подяки Macy’s[en] в ролі Едні Тернблед («Лак для волосся»), одягнена в костюм місіс Санта-Клаус[15][16].